# Goh Liu Ying
Goh Liu Ying (Alor Gajah, 30 de mayo de 1989) es una deportista malasia que compitió en bádminton, en la modalidad de dobles mixto. Participó en tres Juegos Olímpicos de Verano entre los años 2012 y 2020, obteniendo una medalla de plata en Río de Janeiro 2016 en la prueba de dobles mixto.

## Palmarés internacional
| Juegos Olímpicos | Juegos Olímpicos        | Juegos Olímpicos | Juegos Olímpicos |
| Año              | Lugar                   | Medalla          | Prueba           |
| ---------------- | ----------------------- | ---------------- | ---------------- |
| 2016             | Río de Janeiro (Brasil) | Medalla de plata | Dobles mixto     |